# Gording
Gording – jedna z lin służąca do sprzątania żagla rejowego (dociągania go do rei z pokładu). Jest przymocowana do dolnego liku (brzegu) żagla, następnie przechodzi przez kilka pierścieni (baranków) i przez blok biegnie na pokład. Przez wybranie gordingów, po uprzednim zluzowaniu szotów obciągających żagiel do dołu i wybraniu gejtaw, żagiel zostaje sprzątnięty (podobnie jak żaluzja okienna). Dla ostatecznego zwinięcia żagla trzeba wejść na reję, porządnie ułożyć fałdy płótna i przywiązać do rei. Zazwyczaj żagiel wyposażony jest w 6-8 gordingów.
Gordingi należą do olinowania ruchomego.